# عقد 1040
عقد 1040 هو عقد امتد بين 1 يناير 1040 و31 ديسمبر 1049 بحسب التقويم الميلادي. سبقه عقد 1030 ولحقه عقد 1050.

## أحداث
- معركة تافالا (1043)
- معركة دانداناقان (1040)

## مواليد
- إلياس الكوراني (1047)
- أبو الخطاب الكلوذاني (1041)
- جودلينا (1049)
- ستيفن الثاني، كونت بلوا (1045)
- أبو شجاع الأصفهاني (1042)
- هيرمان هوتفيل (1048)
- ابن القطاع الصقلي (1041)
- ويليام الرابع، كونت تولوز (1045)
- سنجونغ ملك غوريو (1048)
- ظهير الدين الروذراوري (1045)
- ألبار هانس (1047)

## وفيات
- بوبو من تريفين (1042)
- الشريف المرتضى (1044)
- أردوين اللومباردي (1041)
- يوحنا أورفانوتروفوس (1043)
- ميخائيل الخامس الجلفاط (1042)
- هارديكانوت (1042)
- أبو الفضل عبيد الله الميكالي (1045)
- رالف غلابر (1047)
- آلان الثالث (1040)
- أبو الطيب داود بن عبد الرحمن (1041)
- هنري السابع، دوق بافاريا (1047)

## كتب
- Yves Denis Papin (1998). Chronologie de l'histoire ancienne. Lieu de publication non identifié: Éditions Jean-paul Gisserot. ISBN:2-87747-346-5. OCLC:40746926. مؤرشف من الأصل في 2022-03-16.
- موسوعة حضارة العالم (2002) لأحمد محمد عوف.

## روابط خارجية
- تصفح سنة بسنة عقد 1040 على موقع onthisday.com
- تصفح سنة بسنة عقد 1040 ابتداءً من سنة عقد 1040 على موقع المكتبة الوطنية الفرنسية